# Claudio Szenkar
Claudio Gil Octavio Fernando Szenkar (* 1. Januar 1940 in Rio de Janeiro; † 23. September 2002) war ein deutscher Jazzmusiker (Piano, Vibraphon, auch Orgel), Songwriter, Arrangeur und Musikproduzent.

## Leben und Wirken
Szenkar, der 1950 mit seinen Eltern aus der brasilianischen Emigration nach Deutschland kam und zunächst in Mannheim und seit 1952 in Düsseldorf aufwuchs, erhielt eine erste musikalische Ausbildung durch seinen Vater, Eugen Szenkar, der selbst als Komponist und Dirigent tätig war. Dann studierte er Musik am Konservatorium Düsseldorf und in Boston an der Berklee School of Music.
Szenkar gehörte von 1959 bis 1961 zu den Feetwarmers, mit denen er auch auf USA-Tournee war; als deren Mitglied wurde er 1960 beim Deutschen Amateur-Jazz-Festival als bester Pianist und Vibraphonist ausgezeichnet. Dann arbeitete er als Studiomusiker und gründete als Jazzmusiker ein eigenes Quintett, in dem u. a. Volker Kriegel tätig war. 1966 trat er mit einem Quartett, das er gemeinsam mit Klaus Weiss leitete, beim Deutschen Jazzfestival auf. Auch gehörte er zu den ersten Bands von Volker Kriegel.
Ab 1967 war er als Arrangeur und Songwriter im Schlagerbereich tätig, unter anderem für Adam & Eve, Howard Carpendale, Gerd Böttcher, Roberto Blanco und Sandra (Haas), betreute aber auch The Lords. Er komponierte zudem Werbemusik und fürs Fernsehen. Als Studiomusiker nahm er weiter mit Klaus Doldinger (Paul Nero Sounds) und Berry Lipman (The Most Beautiful Girls in the World) auf. Mit Shirley Bassey und Sammy Davis jr. ging er auf Tournee. Er war mit der Schlagersängerin Sandra Haas verheiratet.

## Diskographische Hinweise
- Volker Kriegel With a Little Help From My Friends (1968/2013)

## Lexikalische Einträge
- Jürgen Wölfer: Jazz in Deutschland. Das Lexikon. Alle Musiker und Plattenfirmen von 1920 bis heute. Hannibal, Höfen 2008, ISBN 978-3-85445-274-4.